# 埃農科斯基

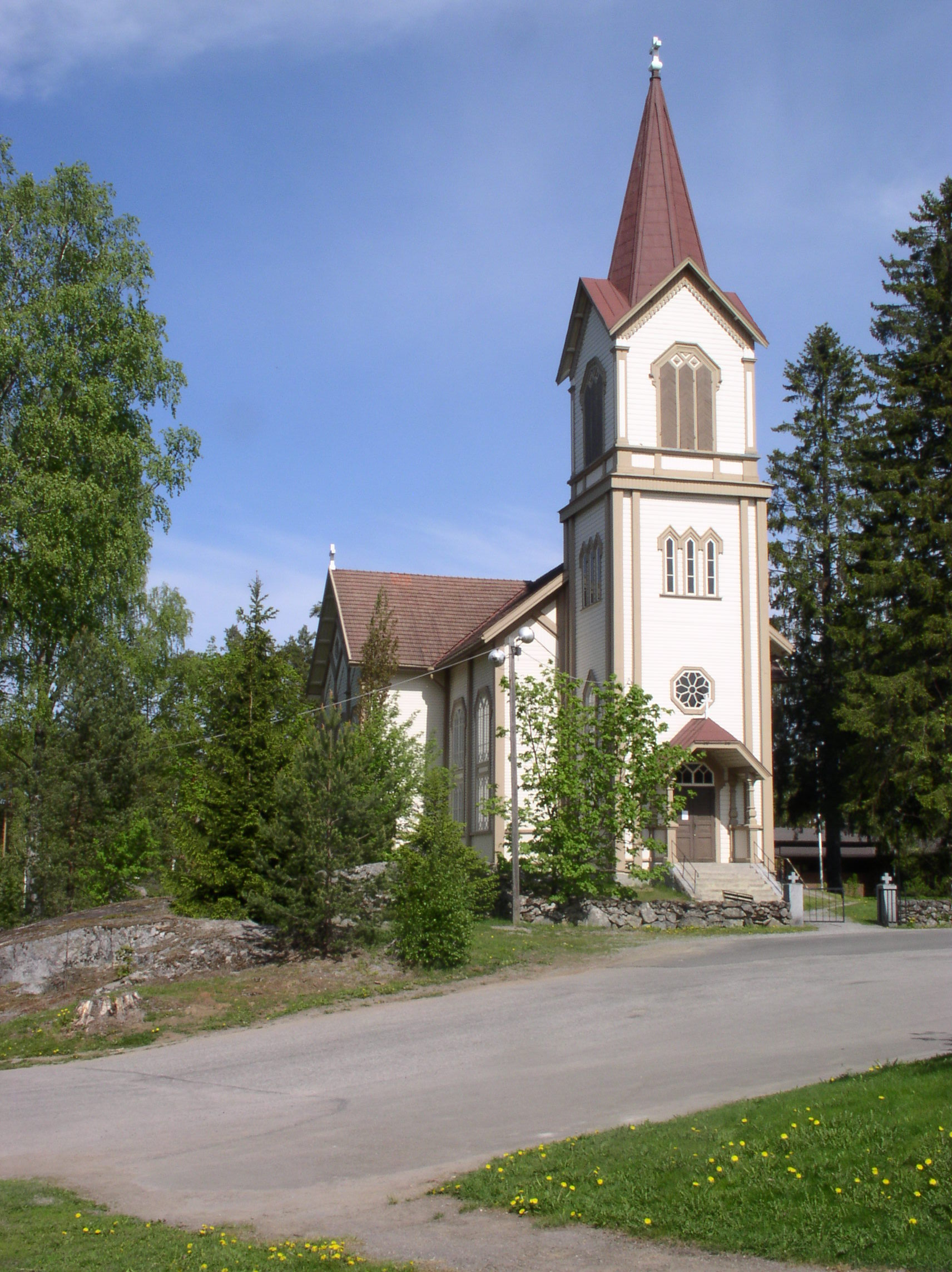
埃农科斯基教堂

埃農科斯基（芬蘭語：Enonkoski）是芬蘭東南部南薩沃區的市鎮。距離薩翁林納約30公里，始建於1882年，面積419.21平方公里，2013年人口1,532，人口密度為每平方公里5.01人。

## 外部連結
- 官方网站  （文）

62°05.5′N 028°56′E / 62.0917°N 28.933°E